# Xã Beaver, Quận Columbia, Pennsylvania
Xã Beaver (tiếng Anh: Beaver Township) là một xã thuộc quận Columbia, tiểu bang Pennsylvania, Hoa Kỳ. Năm 2010, dân số của xã này là 917 người.